# Педра-Моли
Педра-Моли (порт. Pedra Mole)  —  муниципалитет в Бразилии, входит в штат Сержипи. Составная часть мезорегиона Сертан штата Сержипи. Входит в экономико-статистический  микрорегион Карира. Население составляет 2989 человек на 2006 год. Занимает площадь 79 км². Плотность населения — 37,84 чел./км².

## История
Город основан в 1963 году.

## Статистика
- Валовой внутренний продукт на 2004 составляет 8.524.428,00 реалов (данные: Бразильский институт географии и статистики).
- Валовой внутренний продукт на душу населения на 2004 составляет 2.960,90 реалов (данные: Бразильский институт географии и статистики).
- Индекс развития человеческого потенциала на 2000 составляет 0,620 (данные: Программа развития ООН).